# Camille-André LeBlanc
Camille-André LeBlanc (* 25. August 1898 in Barachois, New Brunswick; † 19. August 1993) war ein kanadischer Geistlicher und römisch-katholischer Bischof von Bathurst.

## Leben
Camille-André LeBlanc besuchte die Schule in Barachois und das Collège Sainte-Anne in Pointe-de-l’Église. Anschließend studierte er Philosophie und Katholische Theologie am Priesterseminar in Halifax. Am 5. April 1924 empfing LeBlanc durch den Bischof von Saint John in New Brunswick, Edouard Alfred LeBlanc, das Sakrament der Priesterweihe. Er war zunächst als Pfarrvikar in Shediac tätig, bevor er 1928 Pfarrer in Shemogue wurde. Ab 1938 war Camille-André LeBlanc Pfarrer der Kathedrale Notre-Dame-de-l’Assomption in Moncton.
Am 25. Juli 1942 ernannte ihn Papst Pius XII. zum Bischof von Bathurst. Der Apostolische Delegat in Kanada, Erzbischof Ildebrando Antoniutti, spendete ihm am 8. September desselben Jahres in der Kathedrale Notre-Dame-de-l’Assomption in Moncton die Bischofsweihe; Mitkonsekratoren waren der Bischof von Chicoutimi, Georges-Arthur Melançon, und der Bischof von Saint John, New Brunswick, Patrick Albert Bray CIM. Camille-André LeBlanc wählte den Wahlspruch Servire („Dienen“). Unter seiner Leitung wurde 1949 die erste und 1959 die zweite Diözesansynode des Bistums Bathurst abgehalten. LeBlanc nahm an allen vier Sitzungsperioden des Zweiten Vatikanischen Konzils teil.
Papst Paul VI. nahm am 8. Januar 1969 das von Camille-André LeBlanc vorgebrachte Rücktrittsgesuch an und ernannte ihn zum Titularbischof von Maxita. Am 23. November 1970 verzichtete LeBlanc auf das Titularbistum Maxita. Nach seiner Emeritierung wirkte er bis 1988 als Kaplan am Krankenhaus in Caraquet.

## Schriften
- Edgar Godin, Camille-André LeBlanc: Commentaire du code de morale pour les hôpitaux. Wilson et Lafleur, Montreal 1957.